# Paul de Smet de Naeyer
Paul de Smet de Naeyer, född 13 maj 1843 i Gent, död 9 september 1913, var en belgisk greve och politiker.
de Smet de Naeyer var stor fabriksägare innan han 1886 invaldes i representanternas kammare. Han var en stark och vältalig anhängare av det klerikala partiet, och fick efter en kort tid en inflytelserik ställning, blev 1894 finansminister och 25 februari 1896 ministerpresident (premiärminister), men avgick 24 januari 1899, eftersom han inte delade konungens önskan om att genomföra en valreform. Redan 5 augusti samma år fick han emellertid efter Jules Vandenpeerebooms fall åter ledningen för ett klerikalt kabinett samt blev tillika minister för finanserna och offentliga arbeten. de Smet de Naeyer förde en energisk kamp mot de belgiska liberalerna, även efter att valen gav en något försvagad klerikal majoritet i representationen. Han avgick från sina regeringsposter 2 maj 1907 och upphöjdes då till greve. Hans viktigaste åtgärder som minister var att han skapade Zeebrygges hamn och förbättrade Antwerpens. De anslag han begärt för att utföra nya befästningar kring Antwerpen beviljades däremot inte av parlamentets majoritet. 1910 avgick han som deputerad, men invaldes strax därpå i senaten.